# スズケン岩手
株式会社スズケン岩手（スズケンいわて）は、岩手県に本社を置き、医療用医薬品・医療機器の卸売業を行う会社。旧社名は、熊谷薬品株式会社（くまがいやくひん）。

## 沿革
- 1934年（昭和9年）4月 - 「合資会社熊谷商店」創業。
- 1979年（昭和54年）7月 - 株式会社化。同時に社名を「熊谷薬品株式会社」に変更。
- 1996年（平成8年）3月 - スズケンに全株式を譲渡し連結子会社となる。同時に社名を「株式会社スズケン岩手」に変更。

## 主要取引メーカー
- アステラス製薬
- 第一三共
- 萬有製薬
- アストラゼネカ
- エーザイ

## 営業所
- 盛岡市・宮古市・水沢市